# 304e régiment d'infanterie (France)
Pour les articles homonymes, voir 304e régiment.
Le 304e régiment d'infanterie (304e RI) est un régiment d'infanterie de l'Armée de terre française, actif pendant la Première Guerre mondiale. Il est constitué en 1914 avec les bataillons de réserve du 104e régiment d'infanterie et dissous dès 1916.

## Création et différentes dénominations
- 3 août 1914 : 304e régiment d'infanterie
- 1er juin 1916 : Dissolution

## Chefs de corps
- 3 août 1914 - 25 août 1914 : Lieutenant-colonel Josset (tué à l'ennemi).
- 25 août 1914 - 7 septembre 1914 : Commandant Crétin (fait prisonnier)
- 7 septembre 1914 - 24 septembre 1914 : Capitaine Lanquetin (blessé)
- 28 septembre 1914 - 6 février 1915 : Commandant Bernard
- 6 février 1915 - 1er juin 1916 : Lieutenant-Colonel Rauscher

## Historique des garnisons, combats et batailles du304eRI

### Première Guerre mondiale

#### Affectations
- 54e division d'infanterie d'août à septembre 1914
- 40e division d'infanterie d'octobre 1914 à décembre 1914
- 67e division d'infanterie de décembre 1914 à juin 1915
- 65e division d'infanterie de juin 1915 à juin 1916

#### 1914
- Opérations de la 3e et 4e armées : Spincourt, Houdelaucourt, Éton (25 août), Billy-sous-Mangiennes (26 août)
- La retraite des 3e et 4e armées : Gercourt et le Bois de Forges  (1er septembre)
- Rembercourt-aux-Pots (7 septembre)

#### 1915
- Février - mars : Meuse et Argonne : Les Eparges
- 10 avril : Hauts-de-Meuse : Bois d’Ailly

#### 1916
- Juin : Dissolution, le 5e bataillon devient le 4e bataillon du 203e RI et le 6e bataillon devient le 4e bataillon du  341e RI.

## Drapeau
Il porte, cousues en lettres d'or dans ses plis, les inscriptions suivantes :
- La Meuse 1914
- Revigny 1914

### Sources et bibliographie
- Historique du 304e Régiment d'Infanterie, s.d., 43 p. (lire en ligne).